# PCI Express Graphics
PEG (ang. PCI Express Graphics, PCI Express for Graphics) — rozwiązanie firmy Asus, dokładnie PCI Express for Graphics to standard obsługi wejścia/wyjścia, opracowany w miejsce magistrali PCI dedykowane dla kart graficznych.  PEG oznacza w skrócie standard PCI Express x16 zapewniający transmisję do 8GB/s  — zapewnia prędkość przesyłania danych na poziomie 4-krotnie większym niż w AGP 8x. Gniazdo PCI Express dla kart graficznych (PEG) ma łącznie 164 piny. Wraz ze wzrostem wydajności kart graficznych PEG wzrosło zapotrzebowanie na moc dostarczaną do karty, dlatego pojawiły się złącza dodatkowego zasilania. Złącza zasilania oznaczone PEG początkowo miały 6 pinów, ale wraz ze wzrostem zużycia grafiki zaczęto używać 8 pinów, a nawet zawierać podwójne złącze 6-pin + 2-pin. 